# 下関市立水族館
下関市立水族館（しものせきしりつすいぞくかん）は、日本の山口県下関市長府にかつて存在した水族館。

## 概要
1956年（昭和31年）に開館。市営の水族館だったが、クジラを模した捕鯨資料の展示施設「鯨館」やエンペラーペンギンなど動物の一部は下関市に本拠を置いていた大洋漁業（現：マルハニチロ）の寄贈によるものだった。
日本で初めてイルカショーを開催したとされ、1958年（昭和38年）には昭和天皇・皇后が来館した。
開館から1998年（平成10年）末までに約1700万人が訪れたという。
本施設は老朽化が進んできたことから、1999年（平成11年）2月以降は唐戸地区にて後継施設となる下関市立しものせき水族館（海響館）の建設を開始し、同施設に移転する予定だった。しかし本施設は「海響館」建設中の同年9月24日に山口県を襲った台風18号の強風・高潮により施設全般が被災。電気設備冠水により水の循環が停止し、飼育していた約80%の魚類が死滅、残りの魚類も生育困難となったため、復旧を断念。自然界への放流や近隣の宮島水族館への譲渡が行われた。この時点で事実上、海響館の開館を待たずして閉館状態となったが、翌2000年（平成12年）4月15日に正式閉館となり、その後は12月3日まで見学希望者への無料公開が行われた。海響館は2001年（平成13年）4月1日に開館したが、旧館から移された魚類は一部にとどまった。なお当館で飼育されていたゴマフアザラシは雌雄2頭（雄の「ハツオ」と雌の「マル」）が高潮により流失し行方不明になったが、「マル」は6日後（9月30日）に下関市細江町の岸壁で無事保護され、「帰ってきたアザラシ」として話題になった。
現在は、関見台公園（櫛崎城跡）に鯨館のみが残されており（ただし館内に立ち入ることは出来ない）、鯨館の近くには台風18号で死滅した魚類の慰霊碑がある。

## 歴史
- 1956年（昭和31年）11月29日 - 開館[4]。
- 1958年（昭和33年）4月7日 - 昭和天皇・皇后が来館。
- 1999年（平成11年）9月24日 - 台風と高潮の影響により施設が被災、無期限閉鎖。
- 2000年（平成12年）4月15日 - 正式閉館。一部施設の無料公開開始。
- 2000年（平成12年）12月3日 - 無料公開終了、お別れセレモニーを開催。